# The Gang's All Here (album)
Albums de Dropkick Murphys
Do or Die
(1998) The Singles Collection, Volume 1
(2000)
The Gang's All Here est le second album du groupe de Punk celtique / oi! Dropkick Murphys. C'est le premier album du groupe avec le nouveau chanteur Al Barr.

## Liste des chansons
1. Roll Call – 0:32
2. Blood and Whiskey – 1:47
3. Pipebomb on Lansdowne – 1:50
4. Perfect Stranger – 1:58
5. 10 Years of Service – 2:45
6. Upstarts and Broken Hearts – 2:56
7. Devil's Brigade – 1:27
8. Curse of a Fallen Soul – 3:00
9. Homeward Bound – 2:00
10. Going Strong – 3:06
11. The Fighting 69th (Traditional) – 3:13
12. Boston Asphalt – 1:39
13. Wheel of Misfortune – 3:50
14. The Only Road – 2:11
15. Amazing Grace (John Newton)– 2:38
16. The Gang's All Here – 7:59

## Membres
- Al Barr - chant
- Rick Barton - guitare
- Ken Casey - basse
- Matt Kelly - batterie
- Joe Delaney - cornemuse
- Johnny Cunningham - violon